# Friedrich Strampfer
Friedrich Strampfer (né le 23 mai 1823 à Grimma, mort le 8 avril 1890 à Graz) est un directeur de théâtre autrichien.

## Biographie
Strampfer commence une carrière d'acteur à Weimar sur la recommandation de Carl von La Roche. En 1849, il dirige le Théâtre allemand à Trieste. De 1852 à 1862, il est à la tête du Théâtre de Timișoara (Roumanie). En 1857, il prend aussi de nouveau celui de Trieste et de Ljubljana.
À Timișoara, il découvre la chanteuse Josefine Gallmeyer. En 1862, il s'installe à Vienne et s'occupe jusqu'en 1869 du Theater an der Wien, où il se fait un nom en mettant notamment en scène des opérettes de Jacques Offenbach.
En 1870, il acquiert le Theater unter der Tuchlauben, qui prendra en 1874 le nom de Strampfer-Theater. Il permettra à des artistes comme Alexander Girardi, Karl Blasel, Friedrich Mitterwurzer ou Marie Geistinger de remporter de grands succès.
En 1878, Strampfer prend la direction de l'Opéra-Comique (Ringtheater) puis aussi du Carltheater. L'incendie du Ringtheater en 1881 le conduit à la faillite et il décide d'émigrer vers les États-Unis.
En 1888, Strampfer revient à Vienne et se consacre à une carrière littéraire. L'année suivante, il est nommé directeur d'une école d'art dramatique à Graz.